# Aprilie 1992
Acest articol este generat integral pe baza informațiilor din articolul 1992 și este actualizat periodic de un robot.
 Editările făcute în articol vor fi șterse la următoarea actualizare! Dacă doriți să faceți modificări, editați articolul-sursă.

ianuarie -
februarie -
martie -
aprilie -
mai -
iunie -
iulie -
august -
septembrie -
octombrie -
noiembrie -
decembrie
Aprilie 1992 a fost a patra lună a anului și a început într-o zi de miercuri.

## Evenimente
- 6 aprilie: A început asediul orașului Sarajevo de către armata sârbă condusă de Slobodan Miloșevici. În aceeași zi, Comunitatea europeană recunoștea independența Bosniei–Herțegovina.
- 9 aprilie: Banca Națională a României estimează la 2 miliarde de dolari Tezaurul BNR aflat la Moscova.
- 20 aprilie: Un mare concert în memoria lui Freddie Mercury are loc pe stadionul Wembley din Londra, Regatul Unit.
- 21 aprilie: Se semnează, la București, Tratatul româno-german privind cooperarea prietenească și parteneriatul în Europa.
- 25 aprilie: Fostul suveran al României, Regele Mihai, vizitează pentru prima oară țara după Revoluția din 1989, cu ocazia sărbătorilor de Paște.
- 28 aprilie: Se încheie procesul fostului șef al DSS, Iulian Vlad, care este condamnat la 12 ani închisoare și degradare militară.
- 29 aprilie: Tribunalul București aprobă înființarea Partidului Național Liberal-Convenția Democratică (PNLCD). Noua formațiune politică a apărut ca urmare a nemulțumirilor după ce PNL a decis să părăsească Convenția Democrată.
- 30 aprilie: Tribunalul București aprobă înființarea arpii disidente din FSN sub denumirea de Frontul Democrat al Salvării Naționale (FDSN).

## Nașteri
- 1 aprilie: Sieneke Peeters, cântăreață neerlandeză
- 1 aprilie: Gabriela Dabrowski, jucătoare de tenis canadiană
- 2 aprilie: Emaa, cântăreață și compozitoare română
- 3 aprilie: Andrei Alexandru Florean, fotbalist român
- 4 aprilie: Sergiu Cătălin Hanca, fotbalist român
- 4 aprilie: Marian Ispir, rugbist român
- 5 aprilie: Shintaro Kurumaya, fotbalist japonez
- 6 aprilie: Ivan Pešić, fotbalist croat (atacant)
- 6 aprilie: Marius Briceag, fotbalist român
- 7 aprilie: Gerard Moreno, fotbalist spaniol
- 10 aprilie: Oleg Tarnovschi, canoist ucrainean, născut în Republica Moldova
- 10 aprilie: Daisy Ridley, actriță britanică
- 10 aprilie: Najib Ammari, fotbalist algerian
- 10 aprilie: Adrian Mărkuș, fotbalist român (atacant)
- 10 aprilie: Sadio Mané, fotbalist senegalez
- 12 aprilie: Chad le Clos, înotător sud-african
- 13 aprilie: Bogdan Barbu, fotbalist
- 14 aprilie: Jiří Pavlenka, fotbalist ceh (portar)
- 14 aprilie: Mihai Daniel Leca, fotbalist român
- 15 aprilie: John Alberto Guidetti, fotbalist suedez (atacant)
- 17 aprilie: Shkodran Mustafi, fotbalist german
- 17 aprilie: Noni Răzvan Ene, cântăreț român
- 17 aprilie: Karlo Bručić, fotbalist croat
- 19 aprilie: Cristina Vasiu, cântăreață română
- 20 aprilie: Joe Salisbury, jucător de tenis britanic
- 21 aprilie: Isco (Francisco Román Alarcón Suárez), fotbalist spaniol
- 22 aprilie: Gelu Miodrag Velici, fotbalist român (atacant)
- 23 aprilie: Dumitru Celeadnic, fotbalist moldovean
- 24 aprilie: Alexandru Crețu, fotbalist român
- 25 aprilie: Pavel Kadeřábek, fotbalist ceh
- 26 aprilie: Carlos Llavador, scrimer spaniol
- 28 aprilie: Ram Strauss, fotbalist israelian (portar)
- 30 aprilie: Florin Constantin Plămadă, fotbalist român
- 30 aprilie: Marc-André ter Stegen, fotbalist german (portar)

## Decese
Takeshi Inoue, 63 ani, fotbalist japonez (n. 1928)
Isaac Asimov, 72 ani, scriitor american (n. 1920)
Feza Gürsey, 71 ani, fizician turc (n. 1921)
Aleksandr Sevidov, 70 ani, fotbalist rus (n. 1921)
Benny Hill (n. Alfred Hawthorne Hill), 68 ani, actor britanic de comedie (n. 1924)
Vladimir Kirillovici, Mare Duce al Rusiei, 75 ani (n. 1917)
Ioan Totu, 60 ani, politician român (n. 1931)
Väinö Linna, 71 ani, scriitor finlandez (n. 1920)
Francis Bacon, pictor irlandez (n. 1909)
József Marx, fotograf maghiar (n. 1914)